# Illusion Soft
Illusion Soft é uma empresa sediada em Yokohama, Japão. É conhecida  por desenvolver Eroges (jogos eletrônicos eróticos) em 3D, como a série Biko, Battle Raper, Des Blood, Artificial Girl e Sexy Beach. Devido à política da Illusion, seus jogos não são distribuídos ao mercado fora do Japão, e o suporte oficial é apenas fornecido em japonês, para uso dentro do Japão.
A empresa é famosa pelo controverso videogame de 2006 RapeLay, considerado um dos mais controversos da história dos jogos, que foi apreendido, banido ou fortemente censurado em muitos países.

## Jogos da Illusion
- RapeLay
- Sexy Beach (?? de Dezembro de 2002)[2]
- Jinkō Shōjo "Artificial Girl" (23 de Julho de 2004)[2]